# Canal Educação
Canal Educação é um canal de televisão brasileiro fundado no dia 26 de abril de 2022, depois do Ministério da Educação (MEC) acabar a parceria com a TV Escola e anunciar o lançamento do Canal Educação e do Canal Libras, voltado para quem fala a Língua Brasileira de Sinais.
O Canal Educação foi criado com objetivo expandir a educação e elevar a qualidade e a taxa de alfabetização nacional. Sua programação esta disponível na multiprogramação da TV Brasil por meio da TV aberta, por assinatura e satélite para escolas com antena parabólica, além da internet.

## História
No dia 26 de abril de 2022, o Ministério da Educação celebrou parceria com a Empresa Brasil de Comunicação (EBC) e realizou o lançamento de dois novos canais: Canal Educação e Canal Libras, ambos operando por meio do espectro da multiprogramação da TV Brasil. Com isso, a TV Escola, que era transmitida na multiprogramação dos canais digitais, foi trocada pelo recém-lançado canal, porém ainda disponibiliza seu sinal via satélite.
No dia 17 de março de 2025, o Canal Educação apresentou uma série de novidades ao público. A emissora pública, vinculada ao Ministério da Educação (MEC) e gerida pela Empresa Brasil de Comunicação (EBC), passou a contar com uma nova identidade visual, estreias de programas e uma reorganização da grade de programação.
Entre os lançamentos está a série “Inclusão Pra Valer”, produção original do Canal Educação que propõe refletir sobre a escola como um espaço de acolhimento das diferenças. Em cada episódio, a pesquisadora Mariana Rosa conduz conversas com especialistas de diversas áreas. O programa é desenvolvido com o apoio da Secretaria de Educação Continuada, Alfabetização de Jovens e Adultos, Diversidade e Inclusão (Secadi/MEC).

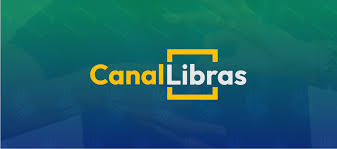
Logotipo do Canal Libras

## Canal Libras
Estreou em 26 de abril de 2022, lançado simultaneamente com o Canal Educação, como parte de uma iniciativa do Ministério da Educação, em parceria com a Empresa Brasil de Comunicação (EBC). Voltado à comunidade surda, o Canal Libras tem como objetivo principal oferecer conteúdos educativos, informativos e culturais acessíveis por meio da Língua Brasileira de Sinais (Libras).
A transmissão do Canal Libras ocorre exclusivamente pela internet, por meio do site oficial e plataformas digitais. Parte de sua programação também é exibida em faixas específicas dentro da grade do Canal Educação, especialmente em horários voltados à inclusão e à acessibilidade.

Apesar de funcionar de forma independente em termos de identidade visual e linha editorial, o Canal Libras está diretamente vinculado ao Canal Educação e ao Ministério da Educação, como uma ação complementar de inclusão social e educacional.